# جاماش
جاماش (بالتركية: Çamaş)‏ هي بلدة ومُديريَّة تقع في ولاية أردو بتركيا. تصل مساحتها إلى 91.2 كم²، وترتفع عن سطح البحر حوالي 507 م.